# Tomb Raider (seria)
Tomb Raider (wymowa: /tuːmɹeɪdɚ/) – seria gier komputerowych, komiksów, powieści i filmów opowiadających o przygodach fikcyjnej, brytyjskiej archeolog Lary Croft. Od ukazania się pierwszej części serii w 1996 seria stała się dochodową marką wykorzystującą różne media, zaś Lara stała się jedną z głównych ikon przemysłu gier komputerowych. W 2006 znalazła się w Księdze rekordów Guinnessa, gdzie określono ją jako „bohaterkę gry komputerowej, która odniosła największy sukces w realnym życiu” (Most Successful Human Videogame Heroine).
Sześć pierwszych gier z cyklu stworzonych zostało przez Core Design, kolejne pięć przez Crystal Dynamics, a dwunasta – przez Eidos Montréal. Pierwsze dziewięć wydało Eidos Interactive, które posiada prawa do znaku handlowego Tomb Raider oraz związanych z serią postaci. W 2009 wydawca został kupiony przez Square Enix, który wydał kolejne części serii. Gry z serii sprzedały się w łącznej liczbie ponad 85 mln egzemplarzy (stan na 2021 rok), co czyni Tomb Raidera jedną z najlepiej sprzedających się serii gier komputerowych w historii. Najwyższe wyniki sprzedaży osiągnął reboot serii z 2013, Tomb Raider, który znalazł ponad 14,5 mln nabywców.
Na podstawie gier stworzono trzy pełnometrażowe filmy aktorskie. W pierwszych dwóch (Lara Croft: Tomb Raider oraz Lara Croft Tomb Raider: Kolebka życia) w postać Lary Croft wcieliła się Angelina Jolie, a w trzecim filmie (Tomb Raider) – Alicia Vikander.
14 lutego 2024 premierę miała kompilacja Tomb Raider I–III Remastered zawierająca zremasterowane wersje trzech pierwszych części gry, natomiast 14 lutego rok później wydano analogiczny pakiet trzech kolejnych odsłon serii Tomb Raider IV–VI Remastered. Za obie kompilacje odpowiada producent gier Crystal Dynamics i firma Aspyr Media.

## Scenariusze
Istnieją cztery różne wersje biografii Lary. Pierwszy życiorys Croft został opowiedziany w pierwszych sześciu częściach gry. Drugi scenariusz stanowią gry Legenda i Underworld oraz dwa filmy kinowe: Lara Croft: Tomb Raider i Lara Croft Tomb Raider: Kolebka życia. Choć gra Anniversary jest remakiem pierwszej części Tomb Raidera z 1996), to historia opowiedziana w grze została skorygowana, aby pasowała do drugiego scenariusza, choć nie zawiera wyraźnych odwołań do fabuły Legendy. Pierwszy scenariusz często nazywany jest „scenariuszem Core Design”, a drugi – „scenariuszem Crystal Dynamics”. Różnice w nich są szczególnie zauważalne w przypadku postaci Lary, co tyczy się zarówno jej przeszłości, jak i osobowości. W drugim scenariuszu, a także w filmach, podaje się, że ojciec Lary zginął w Kambodży. Gry z serii stworzone przez Crystal Dynamics w wielu aspektach powiązane są z filmami, bo chciano zachować pomiędzy nimi swego rodzaju spójność, stąd też np. wygląd rezydencji Croftów w Legendzie i Anniversary jest podobny do tego znanego z pierwszych dwóch filmów.
Trzeci scenariusz to wersja komiksowa z komiksów wydawanych przez Top Cow. Między drugim i trzecim scenariuszem następuje rozbieżność dotycząca okoliczności śmierci rodziców Lary – w komiksach podano, że Lara straciła rodziców i narzeczonego w katastrofie samolotu, gdy miała 21 lat, z kolei w Legendzie matka Lary ginie w katastrofie samolotowej, podczas gdy jej córka ma dziewięć lat.
W 2013 premierę miał restart serii z zupełnie nowym, czwartym scenariuszem, który został ujawniony na łamach magazynu „Game Informer”. Lara Croft (postać niepowiązana z poprzednimi trzema) po ukończeniu studiów w wieku 21 lat wyrusza na ekspedycję na jedną z Wysp Japońskich Yamatai, aby udowodnić znajomym, że nadaje się do archeologii. Dopływając do wyspy, statek wpada w środek burzy sztormowej i tonie, ale Lara ratuje się i dociera na wyspę, gdzie zostaje ogłuszona i porwana, a po ucieczce musi przetrwać w niekorzystnych warunkach, walczyć z mieszkańcami wyspy i znaleźć przyjaciół. W tym scenariuszu rodzice Lary zaginęli i są poszukiwani, a mimo ich bogactwa Lara na zapłacenie za studia pracowała sama. Nie chciała wziąć pieniędzy rodziców, gdyż w ten sposób przyznałaby, że oni nie żyją.

## Lara Croft

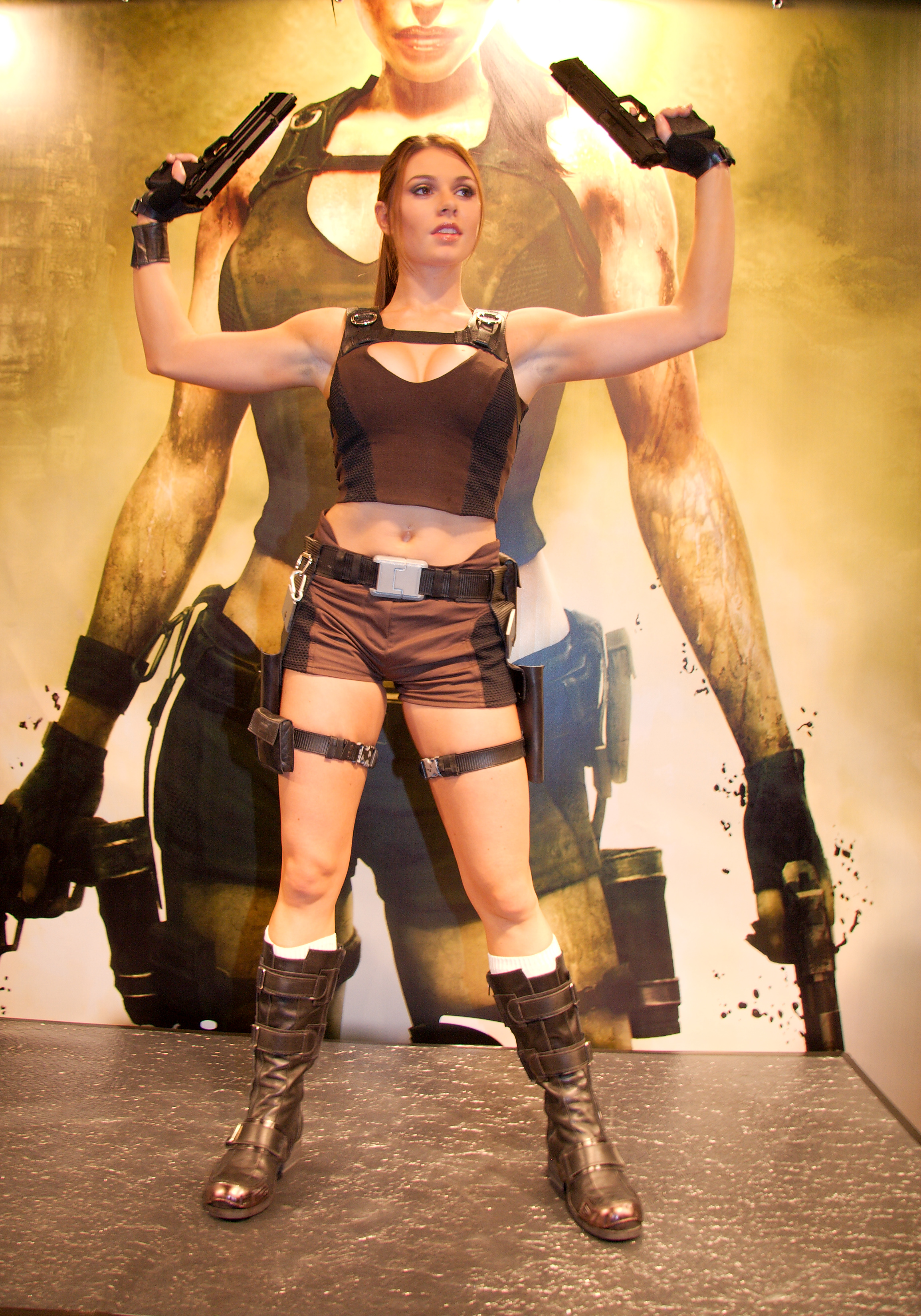
Alison Carroll – oficjalna modelka Lary Croft w latach 2008–2010

Główną bohaterką Tomb Raidera jest Lara Croft, atrakcyjna i inteligentna brytyjska archeolożka poszukująca starożytnych skarbów. Postać została stworzona przez projektanta pracującego dla firmy Core Design, Toby’ego Garda, wyewoluowała z wielu pomysłów odrzuconych ze wczesnych koncepcji.
Zazwyczaj przedstawiana jest w brązowych szortach, niebieskim topie, z brązowym plecakiem oraz dwiema kaburami na broń. W poszczególnych częściach serii wygląd bohaterki ulegał drobnym zmianom, który dostosowywany był do rosnących możliwości komputerów (poprawienie animacji, wygładzenie rysów twarzy, poruszające się włosy) i oczekiwań fanów (przesadnie powiększany biust, który ostatecznie zmniejszono).
W rolę Lary Croft wcieliło się kilka modelek, w tym m.in. brytyjskie aktorki Nell McAndrew i Rhona Mitra (pierwsza oficjalna modelka Lary) oraz brytyjskie modelki Katie Price i Alison Carroll (oficjalne wcielenie Croft w latach 2008–2010). Postać Lary w filmach kinowych zagrała amerykańska aktorka Angelina Jolie i szwedzka aktorka Alicia Vikander.

## Gry z serii

### Gry wieloplatformowe
- 1996: Tomb Raider
- 1997: Tomb Raider II
- 1998: Tomb Raider III
- 1999: Tomb Raider: The Last Revelation
- 2000: Tomb Raider: Chronicles
- 2003: Tomb Raider: The Angel of Darkness
- 2006: Tomb Raider: Legenda
- 2007: Tomb Raider: Anniversary
- 2008: Tomb Raider: Underworld
- 2013: Tomb Raider
- 2015: Rise of the Tomb Raider
- 2018: Shadow of the Tomb Raider

### Spin-offy
- 2010: Lara Croft and the Guardian of Light
- 2014: Lara Croft and the Temple of Osiris
- 2015: Lara Croft Relic Run
- 2015: Lara Croft GO

### Dodatki
- 1998: Tomb Raider: Unfinished Business
- 1998: Tomb Raider II: The Golden Mask
- 2000: Tomb Raider III: The Lost Artifact
- 2009: Tomb Raider: Underworld: Beneath the Ashes
- 2009: Tomb Raider: Underworld: Lara’s Shadow
- 2016: Rise of the Tomb Raider: Baba Yaga – Świątynia wiedźmy[15]
- 2016: Rise of the Tomb Raider: Przebudzenie zimnej ciemności[16]
- 2016: Rise of the Tomb Raider: Więzy krwi
- 2016: Rise of the Tomb Raider: Koszmar Lary
- 2018: Shadow of the Tomb Raider: Kuźnia
- 2018: Shadow of the Tomb Raider: Filar
- 2019: Shadow of the Tomb Raider: Koszmar
- 2019: Shadow of the Tomb Raider: Cena przetrwania
- 2019: Shadow of the Tomb Raider: Serce węża
- 2019: Shadow of the Tomb Raider: Wielki Kajman
- 2019: Shadow of the Tomb Raider: Droga do domu

### Gry przeznaczone na konsole przenośne
- 1996: Tomb Raider (Nokia N-Gage)
- 2000: Tomb Raider (GameBoy Color)
- 2001: Tomb Raider: Curse of the Sword (GameBoy Color)
- 2002: Tomb Raider: The Prophecy (GameBoy Advance)
- 2006: Tomb Raider: Legenda (Nintendo DS, PlayStation Portable)
- 2007: Tomb Raider: Anniversary (PlayStation Portable)
- 2008: Tomb Raider: Underworld (Nintendo DS)

### Gry przeznaczone na telefony komórkowe
- 2003: Tomb Raider: The Osiris Codex
- 2004: Tomb Raider: Quest for Cinnabar
- 2004: Tomb Raider: Elixir of Life
- 2006: Tomb Raider: Puzzle Paradox

### Remastery
- 2024: Tomb Raider I–III Remastered
- 2025: Tomb Raider IV–VI Remastered[17]

### Cechy gier
Pierwsza część wydana została na platformy Sega Saturn, PlayStation i PC. Gry przedstawiają świat w 3D, na który składa się seria grobowców i innych lokacji, przez które gracz musi przeprowadzić Larę Croft. Bohaterka po drodze zabija niebezpieczne zwierzęta i inne istoty, zbiera przedmioty i rozwiązuje łamigłówki, aby uzyskać dostęp do nagrody, zwykle będącej potężnym artefaktem. W późniejszych grach przeciwnikami Lary są głównie ludzie. Rozgrywka The Angel of Darkness została wzbogacona o elementy cRPG, dzięki którym gracz umożliwia Larze interakcję z innymi osobami.
Tomb Raider jest strzelanką trzecioosobową, w której gracz stale widzi główną bohaterkę – kamera podąża za nią, zwykle pokazując świat sponad jej ramienia lub zza pleców. Lara może biegać, chodzić, przeskakiwać nad rozpadlinami, przesuwać się na półkach skalnych i innych występach, wykonywać przewroty, pływać, skakać do przodu i do tyłu oraz przesuwać kamienne bloki, a także – przy odpowiedniej kombinacji przycisków – stanąć na rękach z pozycji wiszącej albo skoczyć do wody, przy czym dwie ostatnie umiejętności są czysto estetyczne i nie pełnią żadnej funkcji w grze. Każda kolejna gra wprowadzała nowe ruchy Lary. W trzeciej części Tomb Raidera twórcy wprowadzili możliwość pełzania, i chodzenia w zwisie, a także bieganie sprintem. Od czwartej części gry Lara może też zeskakiwać z lin, wykonując salto w tył, obrócić się w powietrzu i chwycić znajdującą się za nią krawędź. W piątej części gry Lara ma możliwość chodzenia po linie, huśtania się na drążku i atakowania z ukrycia. W szóstej części gry twórcy poszerzyli ruchy Lary o przyleganie do ścian, skradanie się, walkę wręcz i czołganie się. W siódmej części gry Lara po raz pierwszy ma do dyspozycji elektromagnetyczny chwytak, który może przyczepić do metalowych przedmiotów, używając go jako liny lub aby przyciągać do siebie metalowe obiekty i przeciwników.
Do ukazania się gry The Angel of Darkness serię charakteryzowała budowa świata oparta na sześcianach, a stopnie, ściany i sufity były umieszczone pod kątem 90° względem siebie, choć projektanci gry stosowali różne techniki, by to zamaskować. Powodem tej ortogonalności może być fakt, że twórcy rozszerzyli do grafiki 3D wcześniejsze dwuwymiarowe gry platformowe, co jest widoczne w rozgrywce Tomb Raidera, która przypomina gry, takie jak Prince of Persia czy Flashback skupiające się na skakaniu na czas przeplatanym walką. W grze The Angel of Darkness twórcy znacznie poprawili grafikę, m.in. postacie złożyli z 5000 wielokątów, a także dodali dokładniejsze tekstury. Rozgrywka w siódmej części gry została wzbogacona o elementy quick time event, będące formą interaktywnego przerywnika filmowego.
Każda kolejna gra wprowadzała również nowe bronie. W pierwszych pięciu częściach Lara domyślnie korzysta z dwóch pistoletów z nieograniczoną amunicją. Dodatkowymi broniami w pierwszej części gry są: strzelba, dwa colty pythony i dwa uzi. Do drugiej części dodano: dwa pistolety automatyczne, karabin M16, wyrzutnię rakiet i wyrzutnię harpunów, używaną podczas walki pod wodą. W trzeciej części gracz ma do dyspozycji dodatkowo pistolet maszynowy MP5. W piątej części gry gracz dysponuje celownikiem laserowym, który umożliwia Larze strzelanie z daleka do celu.
Fabuła opiera się zazwyczaj na zadaniu zdobycia potężnego artefaktu, nim zrobi to przeciwnik chcący wykorzystać go do własnych celów. Artefakty zazwyczaj posiadają mistyczne moce i mogą mieć nadprzyrodzone, a nawet obce pochodzenie. Przeciwnicy często używają artefaktu lub jego części jako broni albo do tworzenia mistycznych potworów, stworzeń i mutantów, które Lara musi pokonywać podczas swojej podróży.
Gracz podczas rozgrywki może szukać ukrytych skarbów, których zebranie nagradzne jest zapasami bądź bronią, a także nowymi strojami. W szóstej części gry zrezygnowano ze znajdziek, ale przywrócono je w kolejnej odsłonie serii.

## Tomb Raider na przenośnych konsolach
W 1997 pojawiła się wersja na przenośną konsolę GameBoy Color. Była to standardowa gra platformowa bazująca na fabule pierwowzoru. W 2002 na przenośną konsolę GameBoy Advance pojawiła się gra Tomb Raider: The Prophecy. Gra była podobna do tej wydanej w 1997, miała jednak lepszą grafikę, a fabuła nie odnosiła się do pierwszej części. Pod koniec 2003 na konsoli Nokia N-Gage pojawiła się dokładna konwersja pierwszego Tomb Raidera, później dostępna na konsoli PSP. Oprócz części przeznaczonych wyłącznie na konsole przenośne, dostępna jest także Legenda na Nintendo DS i PlayStation Portable, Anniversary na PSP oraz Underworld na DS.

## Adaptacje

### Komiksy
W grudniu 1997 wydawnictwo Top Cow wydało komiks pt. Tomb Raider/Witchblade, którego scenarzystą i rysownikiem był Michael Turner. Komiks przedstawiał przygody Lary Croft i Sary Pezzini. Odpowiadając na popularność publikacji, w 1998 premierę miała kontynuacja pt. Witchblade/Tomb Raider. Gdy i on dobrze się sprzedał, wydawnictwo postanowiło co miesiąc wydawać komiks poświęcony przygodom Lary Croft. Scenarzystą serii był Dan Jurgens, a rysownikiem – Andy Park, którzy stworzyli kilkanaście komiksów, a później przekazali swoje zadania innym autorom. Do 2005 wydano ok. 50 komiksów z serii Tomb Raider, 12 komiksów z serii Tomb Raider: Journeys oraz około 20 wydań specjalnych.
Na polskim rynku wydanych zostało tylko kilkanaście komiksów. W 2002 zaprzestano wydawania komiksów Tomb Raider, co tłumaczono niskimi zyskami i słabą podażą. Komiks prawdopodobnie i tak nie przetrwałby kolejnego roku, kiedy to nieudany The Angel of Darkness mocno osłabił zainteresowanie tak serią, jak i wszystkim, co z nią związane.
W lutym 2014 zaczęła ukazywać się nowa seria komiksów oparta na reboocie serii z 2013. Do 2019 dzięki wydawnictwu Dark Horse Comics wydano 39 komiksów prezentujących wydarzenia pomiędzy grami Tomb Raider, Rise of the Tomb Raider i Shadow of the Tomb Raider. Między październikiem 2015 a lutym 2016 wydano również pięć komiksów inspirowanych klasycznymi przygodami Lary Croft.

### Filmy
W 2001 premierę miał film Lara Croft: Tomb Raider, w którym tytułową rolę zagrała amerykańska aktorka Angelina Jolie. Film znacznie odbiegał od fabuły przedstawionej w grach. Filmowa adaptacja gry, która osiągnęła największy sukces pod względem finansowym w Stanach Zjednoczonych, zarabiając ponad 131 mln dolarów.
W 2003 premierę miała druga część filmu –  Kolebka życia, ponownie z Angeliną Jolie w roli głównej. Film nie powtórzył sukcesu komercyjnego pierwszej części, a zyski nie pokryły kosztów produkcji, o co producenci obwiniali słabo przyjętą szóstą część gry komputerowej, która została wydana w tym samym okresie.
W 2013 poinformowano, że wytwórnia MGM przejęła od GK Films prawa do kolejnej adaptacji filmowej serii, która ma być rebootem. Premiera filmu Tomb Raider odbyła się 2 marca 2018, a w postać Lary Croft wcieliła się szwedzka aktorka Alicia Vikander. Film zwrócił koszty swojej produkcji, a w serwisie Rotten Tomatoes okazał się najlepiej ocenianą ekranizacją gry komputerowej w historii.
W 2019 rozpoczęto pracę nad czwartym filmem, będącym kontynuacją filmu Tomb Raider z 2018. Zdjęcia do filmu miały rozpocząć się w kwietniu 2020, jednak prace przerwano z powodu pandemii COVID-19. W roli Lary miała powrócić Alicia Vikander, a w roli Any miała wystąpić Kristin Scott Thomas. Film miał bazować na wydarzeniach z gier Rise of the Tomb Raider i Shadow of the Tomb Raider. W 2022 poinformowano o anulowaniu filmu i odebraniu praw do produkowania ekranizacji marki wytwórni MGM.
W 2023 Amazon nabył prawa do wyprodukowania czwartego filmu.

### Książki
Na mocy porozumienia Eidos Interactive i wydawnictwa Ballantine Books, w latach 2003-2004 powstały trzy książki, z których każda przedstawia autonomiczną przygodę, nieprezentowaną wcześniej w grach. Pierwsza z książek, The Amulet of Power, stanowi pomost między The Last Revelation a The Angel of Darkness. Dodatkowo powstały jeszcze cztery książki na kanwach scenariuszy filmów.
Dzięki porozumieniu Square Enix i wydawnictwa Penguin Random House, w 2014 ukazała się książka Tomb Raider: The Ten Thousand Immortals prezentująca wydarzenia rozgrywające się po grze Tomb Raider. 
W 2016 ukazała się książka Lara Croft and the Blade of Gwynnever inspirowana klasycznymi przygodami Lary Croft. W 2018 premierę miała książka Tomb Raider: Path of the Apocalypse, która prezentowała wydarzenia między wizytą Lary Croft na meksykańskiej wyspie Cozumel, a rozbiciem samolotu w Amazonii w Peru w grze Shadow of the Tomb Raider.

### Seriale
W 2007 stworzono 10-odcinkowy serial animowany Revisioned: Tomb Raider, którego każdy odcinek opowiadał o nieopowiedzianej wcześniej przygodzie z różnych momentów z życia Lary Croft.
W 2021 zapowiedziano serial animowany o przygodach Lary Croft po wydarzeniach z gry Shadow of the Tomb Raider. Ogłoszono, że za sprawą serialu do serii wróci postać Zipa, znanego z gier Tomb Raider: Chronicles, Tomb Raider: Legenda i Tomb Raider: Underworld. Choć premiera serialu planowana była na 2023, Tomb Raider: Legenda Lary Croft ukazał się dopiero 10 października 2024 na platformie Netflix.
W 2023 poinformowano, że Amazon zakupił prawa do wyprodukowania aktorskiego serialu opartego na Tomb Raiderze.